# Jan (Iwanow), metropolita warneński
Jan, imię świeckie Iwo Michow Iwanow (ur. 13 lutego 1969 w Jambole) – bułgarski biskup prawosławny.

## Życiorys
Średnie wykształcenie ogólne uzyskał w rodzinnym mieście, zaś w latach 1991–1993 uczył się także w seminarium duchownym w Sofii. Następnie ukończył wyższe studia teologiczne na Uniwersytecie św. Klemensa z Ochrydy w Sofii. Następnie wyjechał na dalsze studia na Moskiewską Akademię Duchowną, gdzie uzyskał stopień kandydata nauk teologicznych, broniąc pracę końcową poświęconą nauczaniu św. Tichona Zadońskiego o pokucie.
W 1998 wstąpił jako posłusznik do monasteru św. Michała Archanioła w Kokalanach, gdzie pozostawał pod opieką duchową archimandryty Nazariusza. Wieczyste śluby mnisze złożył 6 listopada 1998 przed biskupem makariopolskim Gabrielem. 24 kwietnia 1999 ten sam hierarcha wyświęcił go na hierodiakona w monasterze św. Paraskiewy w Klisurze, zaś dwa dni później udzielił mu święceń kapłańskich w cerkwi św. Niedzieli w Sofii. W 2002 hieromnich Jan został protosynglem metropolii sofijskiej. W 2002 otrzymał godność archimandryty. Był najbliższym współpracownikiem patriarchy bułgarskiego Maksyma w sprawach dotyczących metropolii sofijskiej.
18 marca 2007 został wyświęcony na biskupa znepolskiego, wikariusza metropolii sofijskiej. Ceremonia odbyła się w soborze św. Aleksandra Newskiego w Sofii pod przewodnictwem patriarchy Maksyma.
22 grudnia 2013 został ordynariuszem metropolii warneńskiej.